# Maintenon

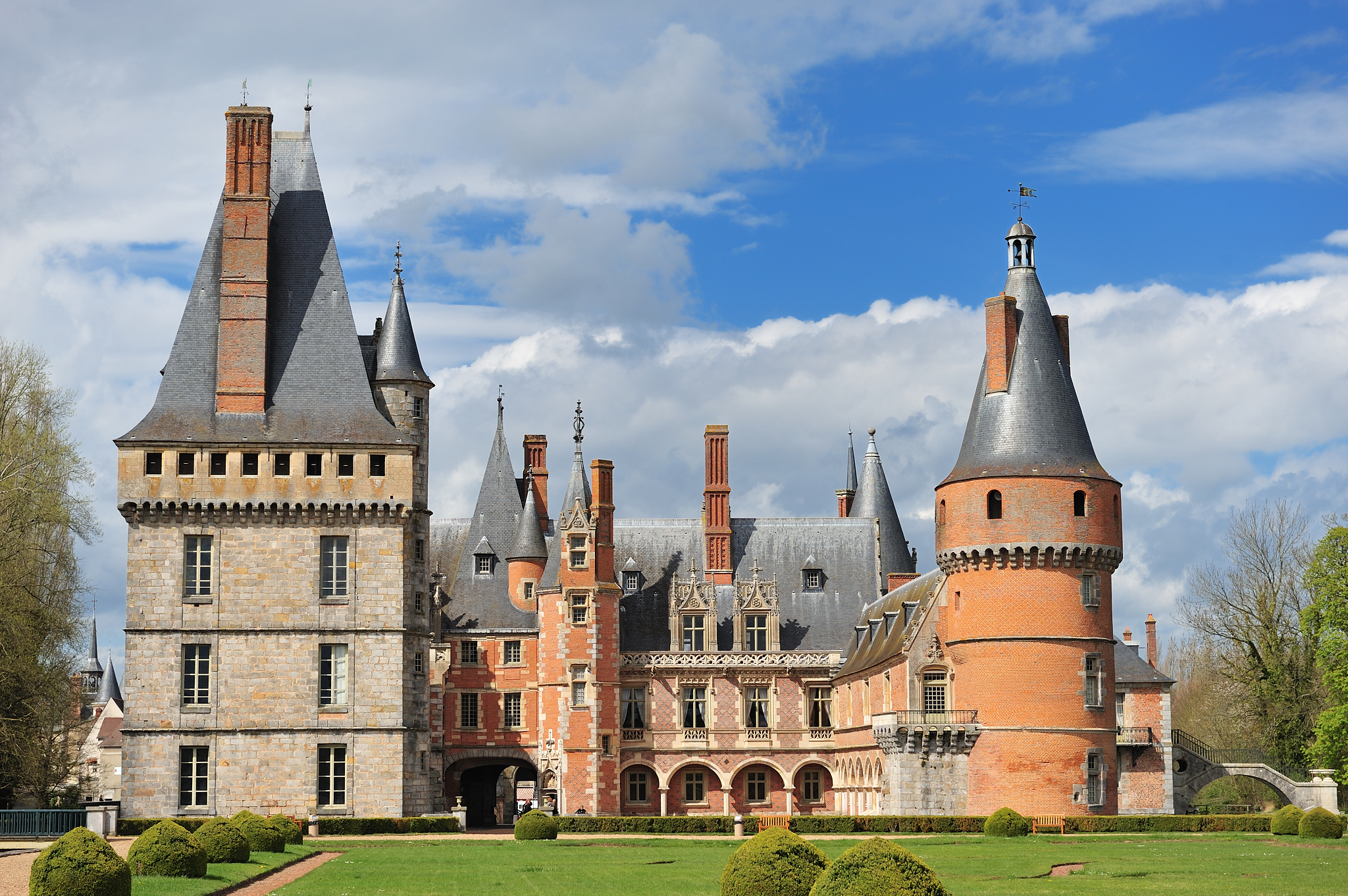
Castelul Maintenon

Maintenon este o comună în departamentul Eure-et-Loir, Franța. În 1 ianuarie 2022 avea o populație de 4.532 de locuitori.

## Obiective turistice
- Castelul Maintenon
- Biserica castelului Saint-Nicolas în stil gotic din cesolul al XVI-lea
- Biserica barocă Saint-Pierre din secolul al XVII-lea